# Graptomyza globigaster
Graptomyza globigaster är en tvåvingeart som beskrevs av Hull 1943. Graptomyza globigaster ingår i släktet Graptomyza och familjen blomflugor. Inga underarter finns listade i Catalogue of Life.